# Conchita (Sängerin)

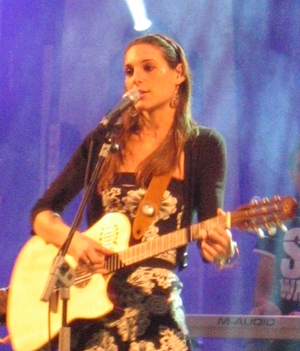
Conchita im Juni 2008

Conchita (* 3. März 1980 in Helsinki als Concepción Mendivil) ist eine spanische Cantautora.

## Karriere
Conchita veröffentlichte ihr erstes Studioalbum im Jahr 2007. Bereits zuvor im Jahr 2006 sang sie die Version No Dejes De Soñar des Songs Breaking Free aus dem Soundtrack zum Disney-Channel-Film High School Musical.

## Diskografie

### Studioalben
| Jahr | Titel          | Höchstplatzierung, Gesamtwochen, AuszeichnungChartsChartplatzierungen (Jahr, Titel, Platzierungen, Wochen, Auszeichnungen, Anmerkungen) | Anmerkungen |
| Jahr | Titel          | ES | Anmerkungen |
| ---- | -------------- | --- | ----------- |
| 2007 | Nada más       | ES16 Gold · (70 Wo.)ES |             |
| 2009 | 4000 Palabras  | ES10 (11 Wo.)ES |             |
| 2011 | Zapatos nuevos | ES32 (5 Wo.)ES |             |
| 2014 | Esto era       | ES28 (2 Wo.)ES |             |
| 2021 | La orilla      | ES7 (2 Wo.)ES |             |

### Singles
| Jahr | Titel Album            | Höchstplatzierung, Gesamtwochen, AuszeichnungChartsChartplatzierungen (Jahr, Titel, Album, Platzierungen, Wochen, Auszeichnungen, Anmerkungen) | Anmerkungen |
| Jahr | Titel Album            | ES | Anmerkungen |
| ---- | ---------------------- | --- | ----------- |
| 2009 | Cuéntale 4000 Palabras | ES28 (7 Wo.)ES |             |

Weitere Singles
- 2006: No Dejes De Soñar
- 2007: Tres segundos
- 2007: Nada que perder (ES: ×2Doppelplatin )
- 2008: Puede Ser
- 2012: La guapa de la fiesta
- 2014: Tú
- 2020: El viafe (ES: Platin)